# Chris Mead
Christopher John (Chris) Mead (n. 1 mai 1940 – d. 16 ianuarie 2003) a fost un cunoscut ornitolog, autor de cărți de specialitate și realizator de programe de radio și televiziune britanic, un important membru al organizației profesionale British Trust for Ornithology (BTO).
Chris Mead a fost un entuziast al lumii naturale, făcând foarte mult în direcția comunicării cunoștințelor și rezultatelor sale. A scris cărți despre lumea naturală, păsări, migrațiile acestora și a avut o serie de emisiuni de radio și televiziune dedicate acestor subiecte. 
Printre preferințele sale în afara ornitologiei se numărau jazz-ul, rugby, cursele de mașini, respectiv istoria și arheologia locală. Conform unei surse biografice din 1994, Mead a afirmat că punctele sale de interes în ornitologie sunt "marcarea, migrarea, longevitatea și dinamica populațiilor", conform originalului, "bird ringing, migration, longevity and population dynamics"

## Sursă
- BTO Press release